# Trebiște, Smolean
Trebiște (în bulgară Требище) este un sat în comuna Smolean, regiunea Smolean,  Bulgaria. 

## Demografie
Componența etnică a satului Trebiște
     Bulgari (95%)
     Nicio identificare (5%)
     Altele (0%)
La recensământul din 2011, populația satului Trebiște era de 140 locuitori. Din punct de vedere etnic, majoritatea locuitorilor (95%) erau bulgari. Pentru 5% din locuitori nu este cunoscută apartenența etnică.